# Māldāha
Māldāha är ett vattendrag i Bangladesh, på gränsen till Indien. Det ligger i den norra delen av landet, 270 km norr om huvudstaden Dhaka.
Trakten runt Māldāha består till största delen av jordbruksmark. Runt Māldāha är det mycket tätbefolkat, med 1 177 invånare per kvadratkilometer.